# イセチ川
イセチ川（イセチがわ、ロシア語: Исеть, Iset）は、ロシアのスヴェルドロフスク州、クルガン州、チュメニ州を流れる川である。トボル川の左支流で、最終的にはエルティシ川・オビ川を経て北極海へ流れる。長さは606km、流域面積は58,900平方km。11月から4月にかけては凍結する。主な支流にはミアス川（Miass）、テカ川（Techa）、シナラ川（Sinara）などがある。

## 概要

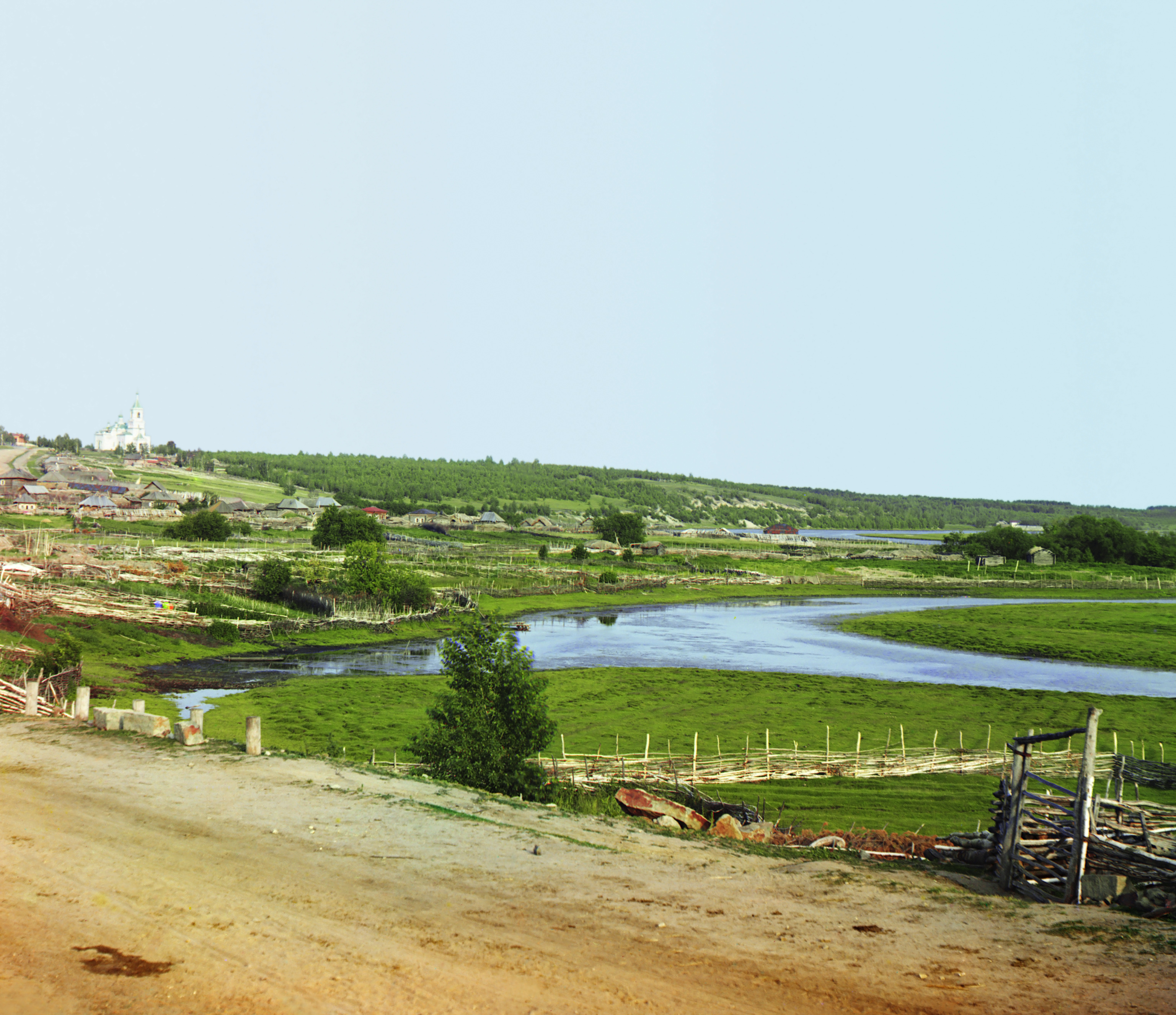
カメンスク＝ウラリスキーの下流を流れるイセチ川（1912年撮影）

ウラル山脈東部の標高250mに位置するスレドネウラリスク市近郊にあるイセチ湖（Исетское озеро / водохранилище）から流れる。上流のエカテリンブルク周辺では18世紀ごろから鉱業用のダムが作られており、ウラルを超えてきた旅人がここから船に乗りオビ川水系を東へ旅した。川はこの後西シベリア低地の広い河谷を流れ、ヤルトロフスクの南5kmでトボル川に合流する。
沿岸の主要都市にはエカテリンブルク、カメンスク＝ウラリスキー、カタイスク、ダルマトヴォ、シャドリンスクなどがある。エカテリンブルクからシャドリンスクにかけての上流・中流域は重工業地帯で、汚染も激しい。